# Graham Nash

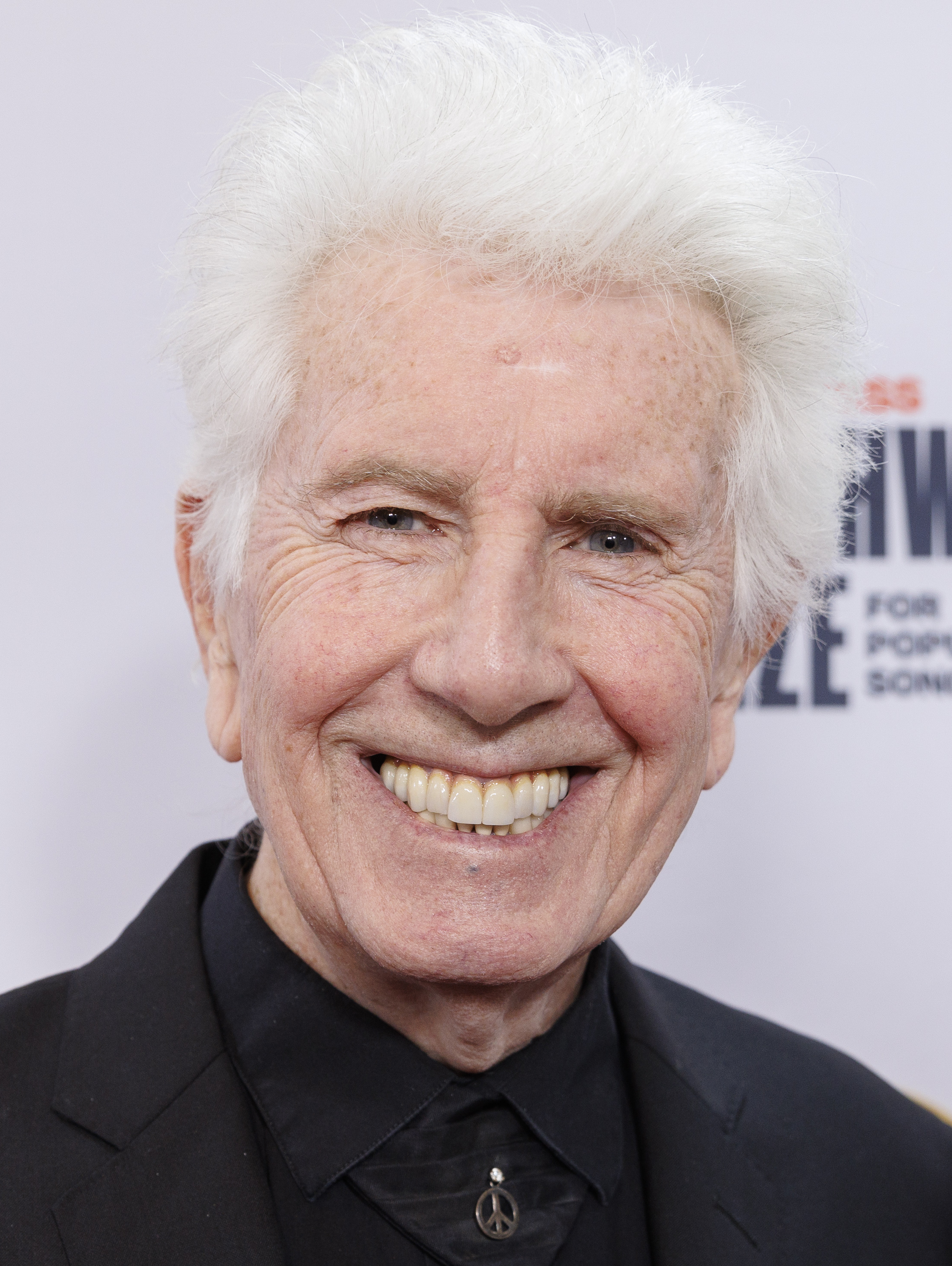
Graham Nash (2023)

Graham William Nash, OBE (* 2. Februar 1942 in Blackpool, England) ist ein US-amerikanischer Musiker und Songwriter britischen Ursprungs, der seit den 1960er Jahren mit den Bands The Hollies und Crosby, Stills, Nash (& Young) und als Solokünstler erfolgreich ist.

## Werdegang

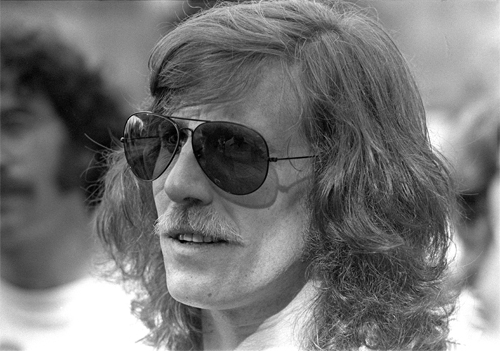
Graham Nash, 1976

### Kindheit und Jugend
Graham Nash wuchs in Manchester auf. In der Schule traf er im Alter von fünf Jahren Allan Clarke, der schnell sein bester Freund wurde. Sie sangen zusammen im Schulchor und gründeten in den 1950er Jahren ein Skiffle-Duo namens Two Teens, das sich später in The Levins und dann in The Guytones umbenannte. Zu dieser Zeit hatten sich beide Guyatone-Gitarren besorgt. Zu frühen Rock-’n’-Roll-Zeiten nannten sie sich dann Ricky and Dane Young. Aus einem Zusammenschluss der Bands Fourtones, in der die beiden zu dieser Zeit spielten, und The Deltas wurde 1962 dann das erste Line-up von den Hollies.

### The Hollies
Nash wechselte bei den Hollies von der Rhythmus-Gitarre zum Gesang und wurde schnell zu einem der Haupt-Songwriter der Gruppe.

### Crosby, Stills and Nash (and Young)
Im Jahr 1968, nach einem Besuch in den USA, wo er David Crosby im Laurel Canyon kennengelernt hatte, verließ Nash die Hollies auf dem Höhepunkt ihres Erfolgs, um mit Crosby und Stephen Stills die Band Crosby, Stills and Nash zu gründen. Graham Nash ist für einige der erfolgreichsten und bekanntesten Titel der Band verantwortlich: Teach Your Children (1969), Just a Song Before I Go (1977) und Wasted on the Way (1982). Die beiden letztgenannten Titel sind außerdem die einzigen Top-Ten-Hits, die CSN(Y) überhaupt in den Single-Charts verbuchen konnten. Am Piano von Joni Mitchell, mit der er mehrere Jahre liiert war, schrieb er Our House, das wie Teach Your Children 1970 auf dem CSN&Y-Album Déjà Vu erschien.

### Solokarriere

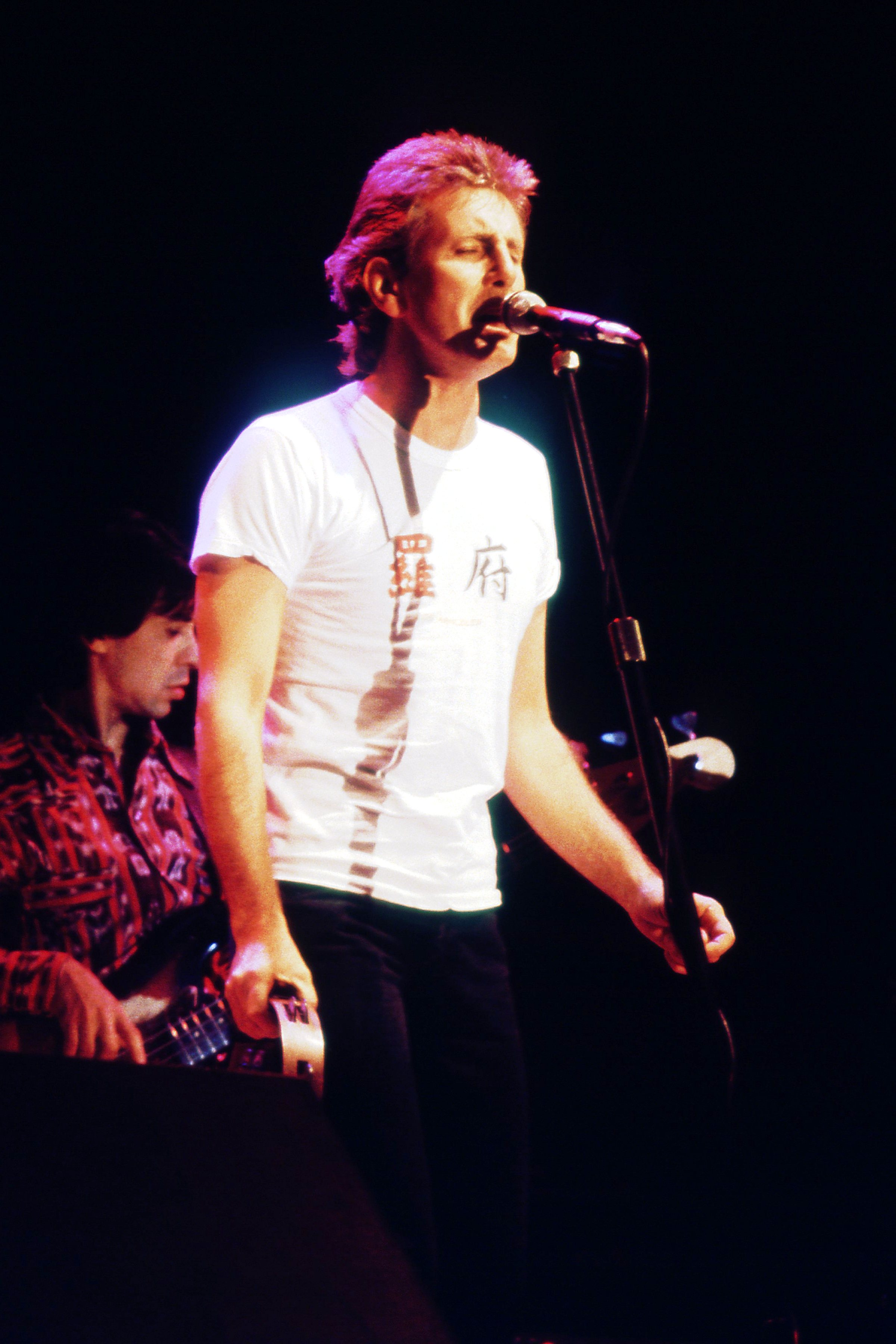
Graham Nash, 1983

1971 erschien sein erstes Soloalbum Songs for Beginners. 1972 sang er mit David Crosby die LP Graham Nash/David Crosby ein, die bis auf Platz vier in den US-Billboard-Charts stieg.  Mit Neil Young sang er die Single War Song ein.
Nashs zweites Soloalbum Wild Tales erschien 1974. Mit Crosby zusammen arbeitete er nach dem vorübergehenden Ende von Crosby, Stills & Nash als Duo weiter. Crosby & Nash veröffentlichten in den 1970er Jahren drei Studioalben und eine Live-LP. Zwischendurch gab es immer wieder einzelne Konzerte von Crosby, Stills & Nash bzw. Crosby, Stills, Nash & Young.
Ende der 1970er Jahre trennte sich Nash von David Crosby, der damals unter massiven Drogenproblemen litt. Aus dem letzten geplanten Album wurde schließlich Nashs drittes Soloalbum Earth & Sky (1980).
Anfang der 1980er Jahre beteiligte er sich an einigen Reunion-Shows mit Stills und Crosby. Stills und Nash hatten das dazugehörige Album, Daylight Again, quasi im Alleingang geschrieben und aufgenommen und den schwer drogenabhängigen Crosby nur deshalb mit ins Studio und auf Tour geholt, weil die Plattenfirma Atlantic Records darauf bestanden hatte. Nash spielte außerdem eine Show mit den Hollies, was zu einem weiteren Album mit dem Titel What Goes Around führte. 1986 erschien sein Soloalbum Innocent Eyes, das allerdings floppte.
Seitdem tourte Nash weiter mit Crosby und Stills, von Zeit zu Zeit unterstützt von Neil Young. 2002 erschien sein fünftes Soloalbum Songs for Survivors, zwei Jahre darauf auch wieder ein Album mit David Crosby: das Doppelalbum Crosby-Nash. 2005 spielte er mit der norwegischen Band a-ha zwei Lieder für deren Analogue-Album ein. 2006 arbeitete er an David Gilmours Soloalbum On an Island mit, an dem auch David Crosby beteiligt war. Zusammen mit Gilmour gingen beide auch auf Tournee.
Im Jahr 2016 veröffentlichte er sein bislang letztes Studioalbum This Path Tonight. Im Frühjahr 2022 erschien das Live-Doppelalbum Live: Songs for Beginners / Wild Tales, eine Neu-Einspielung einer ersten beiden Solo-Alben. Die Aufnahmen entstanden bei insgesamt vier Konzerten im Jahr 2019, bei denen Nash jeweils alle Stücke der Alben Songs for Beginners und Wild Tales in der ursprünglichen Reihenfolge spielte.

### Privates
In den frühen Sechziger Jahren zog Nash von Manchester nach London. 1963 lernte er – mit 21 Jahren – in einem Club die 18-jährige Rose Eccles kennen und heiratete sie 1964. Der Hollies-Song Jennifer Eccles ist teilweise von ihr inspiriert – der Titel bezieht sich auf Rose Eccles sowie auf Allan Clarkes Frau Jennifer.  Die Ehe mit Rose wurde 1966 nach längerer Krise und gegenseitiger Untreue geschieden.  Nash verließ die gemeinsame Wohnung in London und zog wenig später nach Los Angeles. Dort führte er zwischen 1968 und 1970 eine Beziehung mit Joni Mitchell, die zahlreiche seiner Lieder inspirierte. 1977 heiratete Graham Nash die Schauspielerin Susan Sennett. Die Ehe, aus der drei Kinder hervorgingen, dauerte 38 Jahre. Das Paar lebte auf Hawaii. Im Jahr 2015 reichte Nash die Scheidung ein und zog nach New York, wo er weiterhin lebt. 2019 heiratete er seine Lebensgefährtin, die Künstlerin Amy Grantham.

## Politisches Engagement

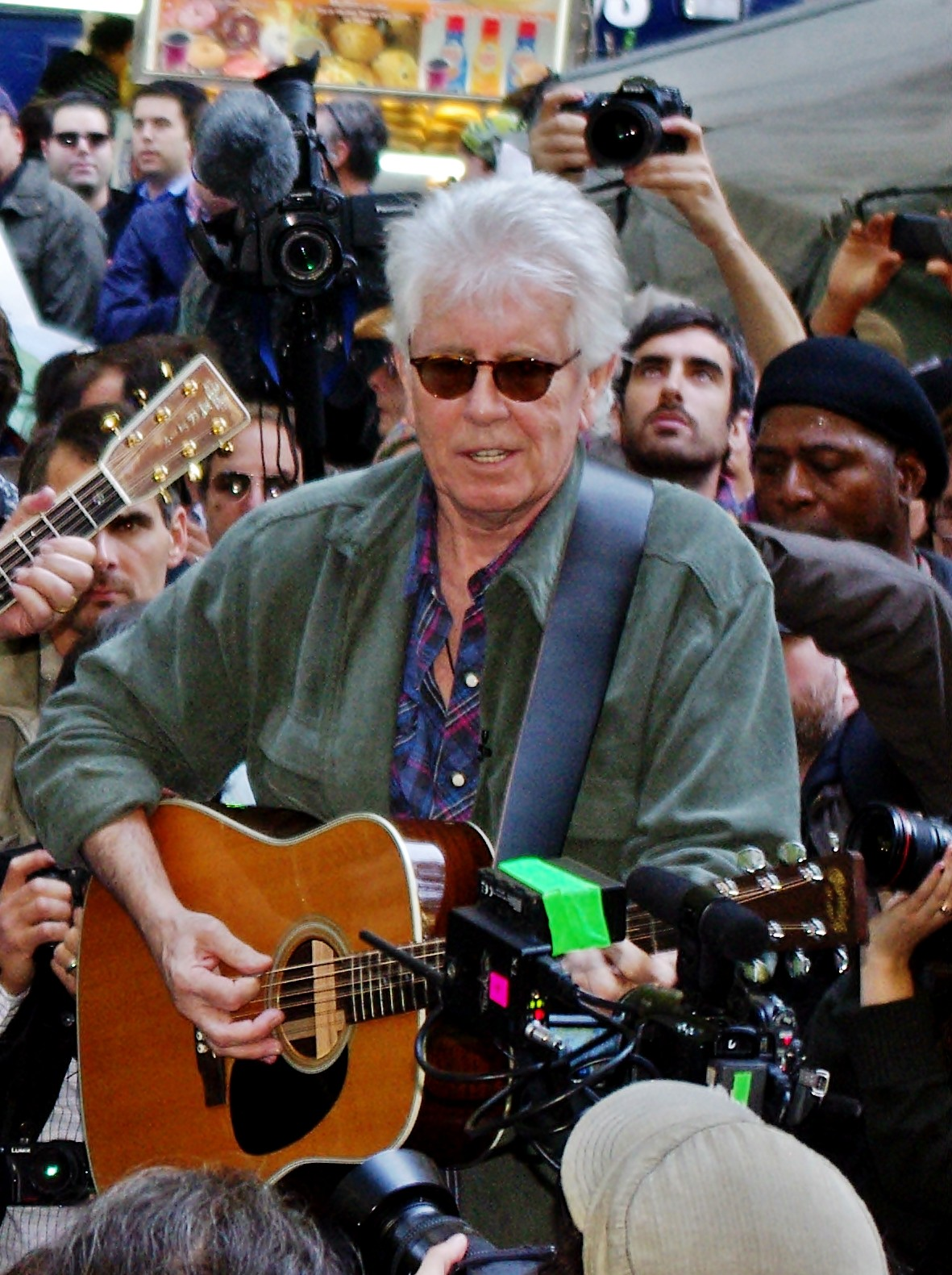
Auf einer Veranstaltung von Occupy Wall Street, 2011

Nash engagiert sich seit den 1970er Jahren gegen Atomenergie. 1979 organisierte er mit anderen Rockstars (Jackson Browne, Bonnie Raitt, Bruce Springsteen) eine Konzertreihe gegen Nukleartechnik unter dem Namen Musicians United for Safe Energy (MUSE), von der auch ein Livemitschnitt (No Nukes) erhältlich ist. 2007 nahmen er, Raitt und Browne ein Musikvideo für eine neu eingespielte Version von Buffalo Springfields For What It’s Worth auf. Diese Neuauflage von MUSE firmiert unter dem Namen No Nukes group. Sie sind lose verbunden mit dem Nuclear Information and Resource Service (NIRS).

## Ehrungen
Obwohl Nash seit Ende der 1970er US-Bürger ist, wurde er 2010 für seine Verdienste von Königin Elisabeth II. im Rahmen der Queen's Birthday Honours zum Officer of the Order of the British Empire (OBE) ernannt. In die Rock and Roll Hall of Fame wurde er gleich zweimal aufgenommen: 1999 als Mitglied von Crosby, Stills & Nash und 2010 als Mitglied der Hollies. Außerdem wurde er 2009 in die Songwriters Hall of Fame aufgenommen.

## Nash Editions
Graham Nash sammelte seit den 1970er Jahren Fotografien und betätigte sich schon seit frühester Jugend als Fotograf. 1990 verkaufte er Teile seiner Sammlung bei Sotheby’s. 1989 gründete er zusammen mit Marc Holbert Nash Editions, eine Firma, die sich auf das Scannen und Ausdrucken von Fotografien spezialisiert hat. Die Firma erfand ein neues Verfahren, das sogenannte „digital fine-arts printmaking“. Auf Grund ihrer Verdienste wurden Nash und Holbert mit dem PMDA-Visionärs-Preis ausgezeichnet. Das Unternehmen „gehört heute zu den führenden Fine-Art-Print-Studios der Welt“.
Nash und Holbert engagieren sich außerdem in der Museumsarbeit und stifteten mehrere Bilder aus Nashs Privatsammlung sowie eigens hergestellte Drucker und Scanner an Museen und Schulen.

## Diskografie

### Soloalben
- 1971: Songs for Beginners
- 1973: Wild Tales
- 1980: Earth & Sky
- 1986: Innocent Eyes
- 2002: Songs for Survivors
- 2009: Reflections (3 CDs; Kompilation seiner Werke von 1962 bis 2009)
- 2016: This Path Tonight
- 2022: Live: Songs for Beginners / Wild Tales
- 2023: Now

### Crosby & Nash
- 1972: Graham Nash / David Crosby
- 1975: Wind on the Water
- 1976: Whistling Down the Wire
- 1977: Live
- 1997: Another Stoney Evening (Live 1971)
- 2004: Crosby-Nash

### Crosby, Stills and Nash
- 1969: Crosby, Stills & Nash
- 1977: CSN
- 1982: Daylight Again
- 1983: Allies
- 1990: Live It Up
- 1991: CSN (Box)
- 1994: After the Storm
- 2005: Greatest Hits
- 2007: Live in L. A. (Aufnahmen von 1982)
- 2009: Demos
- 2012: CSN 2012

### Crosby, Stills, Nash and Young
- 1970: Déjà Vu
- 1971: 4 Way Street
- 1974: So Far
- 1980: Replay
- 1988: American Dream
- 1992: Carry On
- 1999: Looking Forward
- 2008: Déjà Vu / LIVE

## Charterfolge

### Studioalben
| Jahr | Titel                    | Höchstplatzierung, Gesamtwochen, AuszeichnungChartplatzierungen (Jahr, Titel, Platzierungen, Wochen, Auszeichnungen, Anmerkungen) | Höchstplatzierung, Gesamtwochen, AuszeichnungChartplatzierungen (Jahr, Titel, Platzierungen, Wochen, Auszeichnungen, Anmerkungen) | Höchstplatzierung, Gesamtwochen, AuszeichnungChartplatzierungen (Jahr, Titel, Platzierungen, Wochen, Auszeichnungen, Anmerkungen) | Höchstplatzierung, Gesamtwochen, AuszeichnungChartplatzierungen (Jahr, Titel, Platzierungen, Wochen, Auszeichnungen, Anmerkungen) | Anmerkungen                                                                    |
| Jahr | Titel                    | DE | CH | UK | US | Anmerkungen                                                                    |
| ---- | ------------------------ | --- | --- | --- | --- | ------------------------------------------------------------------------------ |
| 1971 | Songs for Beginners      | — | — | UK13 (8 Wo.)UK | US15 Gold · (24 Wo.)US | Erstveröffentlichung: Juni 1971 Verkäufe: + 500.000                            |
| 1972 | Graham Nash/David Crosby | — | — | UK13 (5 Wo.)UK | US4 Gold · (26 Wo.)US | Erstveröffentlichung: 5. April 1972 mit David Crosby; Verkäufe: + 500.000      |
| 1973 | Wild Tales               | — | — | — | US34 (14 Wo.)US | Erstveröffentlichung: Dezember 1973                                            |
| 1975 | Wind on the Water        | — | — | — | US6 Gold · (31 Wo.)US | Erstveröffentlichung: 15. September 1975 mit David Crosby; Verkäufe: + 500.000 |
| 1976 | Whistling Down the Wire  | — | — | — | US26 Gold · (15 Wo.)US | Erstveröffentlichung: Juli 1976 mit David Crosby; Verkäufe: + 500.000          |
| 1976 | Out of the Darkness      | — | — | — | US89 (3 Wo.)US | Erstveröffentlichung: August 1976 mit David Crosby                             |
| 1980 | Earth + Sky              | — | — | — | US117 (5 Wo.)US | Erstveröffentlichung: Februar 1980                                             |
| 1986 | Innocent Eyes            | — | — | — | US136 (7 Wo.)US | Erstveröffentlichung: 27. März 1986                                            |
| 2004 | Crosby & Nash            | DE98 (1 Wo.)DE | — | UK78 (1 Wo.)UK | US142 (1 Wo.)US | Erstveröffentlichung: 10. August 2004 mit David Crosby                         |
| 2016 | This Path Tonight        | DE48 (1 Wo.)DE | CH57 (1 Wo.)CH | UK41 (1 Wo.)UK | US93 (1 Wo.)US | Erstveröffentlichung: 15. April 2016                                           |
| 2018 | Over the Years           | — | — | UK27 (1 Wo.)UK | — | Erstveröffentlichung: 29. Juni 2018                                            |
| 2023 | Now                      | DE28 (1 Wo.)DE | CH88 (1 Wo.)CH | UK97 (1 Wo.)UK | — | Erstveröffentlichung: 19. Mai 2023                                             |

grau schraffiert: keine Chartdaten aus diesem Jahr verfügbar

### Livealben
| Jahr | Titel              | Höchstplatzierung, Gesamtwochen, AuszeichnungChartplatzierungen (Jahr, Titel, Platzierungen, Wochen, Auszeichnungen, Anmerkungen) | Höchstplatzierung, Gesamtwochen, AuszeichnungChartplatzierungen (Jahr, Titel, Platzierungen, Wochen, Auszeichnungen, Anmerkungen) | Höchstplatzierung, Gesamtwochen, AuszeichnungChartplatzierungen (Jahr, Titel, Platzierungen, Wochen, Auszeichnungen, Anmerkungen) | Höchstplatzierung, Gesamtwochen, AuszeichnungChartplatzierungen (Jahr, Titel, Platzierungen, Wochen, Auszeichnungen, Anmerkungen) | Anmerkungen                                          |
| Jahr | Titel              | DE | CH | UK | US | Anmerkungen                                          |
| ---- | ------------------ | --- | --- | --- | --- | ---------------------------------------------------- |
| 1977 | Crosby/Nash - Live | — | — | — | US52 (8 Wo.)US | Erstveröffentlichung: November 1977 mit David Crosby |

grau schraffiert: keine Chartdaten aus diesem Jahr verfügbar

### Kompilationen
| Jahr | Titel                   | Höchstplatzierung, Gesamtwochen, AuszeichnungChartplatzierungen (Jahr, Titel, Platzierungen, Wochen, Auszeichnungen, Anmerkungen) | Höchstplatzierung, Gesamtwochen, AuszeichnungChartplatzierungen (Jahr, Titel, Platzierungen, Wochen, Auszeichnungen, Anmerkungen) | Höchstplatzierung, Gesamtwochen, AuszeichnungChartplatzierungen (Jahr, Titel, Platzierungen, Wochen, Auszeichnungen, Anmerkungen) | Höchstplatzierung, Gesamtwochen, AuszeichnungChartplatzierungen (Jahr, Titel, Platzierungen, Wochen, Auszeichnungen, Anmerkungen) | Anmerkungen                                         |
| Jahr | Titel                   | DE | CH | UK | US | Anmerkungen                                         |
| ---- | ----------------------- | --- | --- | --- | --- | --------------------------------------------------- |
| 1978 | The Best Of Crosby/Nash | — | — | — | US150 (4 Wo.)US | Erstveröffentlichung: Oktober 1978 mit David Crosby |

grau schraffiert: keine Chartdaten aus diesem Jahr verfügbar

### Singles
| Jahr | Titel Album                               | Höchstplatzierung, Gesamtwochen, AuszeichnungChartplatzierungen (Jahr, Titel, Album, Platzierungen, Wochen, Auszeichnungen, Anmerkungen) | Höchstplatzierung, Gesamtwochen, AuszeichnungChartplatzierungen (Jahr, Titel, Album, Platzierungen, Wochen, Auszeichnungen, Anmerkungen) | Höchstplatzierung, Gesamtwochen, AuszeichnungChartplatzierungen (Jahr, Titel, Album, Platzierungen, Wochen, Auszeichnungen, Anmerkungen) | Höchstplatzierung, Gesamtwochen, AuszeichnungChartplatzierungen (Jahr, Titel, Album, Platzierungen, Wochen, Auszeichnungen, Anmerkungen) | Anmerkungen                                          |
| Jahr | Titel Album                               | DE | CH | UK | US | Anmerkungen                                          |
| ---- | ----------------------------------------- | --- | --- | --- | --- | ---------------------------------------------------- |
| 1971 | Chicago Songs for Beginners               | DE45 (3 Wo.)DE | — | — | US35 (11 Wo.)US | Erstveröffentlichung: Mai 1971                       |
| 1971 | Military Madness Songs for Beginners      | — | — | — | US73 (6 Wo.)US | Erstveröffentlichung: August 1971                    |
| 1972 | Immigration Man Graham Nash/David Crosby  | — | — | — | US36 (9 Wo.)US | Erstveröffentlichung: April 1972 mit David Crosby    |
| 1972 | War Song                                  | — | — | — | US61 (6 Wo.)US | Erstveröffentlichung: 24. Juni 1972 mit Neil Young   |
| 1972 | Southbound Train Graham Nash/David Crosby | — | — | — | US99 (2 Wo.)US | Erstveröffentlichung: 30. Juni 1972 mit David Crosby |
| 1975 | Carry Me Wind on the Water                | — | — | — | US52 (6 Wo.)US | Erstveröffentlichung: November 1975 mit David Crosby |
| 1986 | Innocent Eyes                             | — | — | — | US84 (7 Wo.)US | Erstveröffentlichung: April 1986                     |

## Bücher
- mit Garret White: Eye to Eye, Steidl Verlag, Göttingen 2004, ISBN 978-3-88243-960-1.
- mit Jasen Emmons: Icons of Rock. Unvergessliche Rock-Photographien, Schirmer Mosel, München 2010, ISBN 978-3-82960-461-1.
- Wild Tales. Edel Germany, Hamburg 2014, ISBN 978-3-8419-0250-4.